# حزب کمونیست نیکاراگوئه
حزب کمونیست نیکاراگوئه (Partido Comunista de Nicaragua) حزبی سیاسی کمونیست در نیکاراگوئه. است.
حزب در سال ۱۹۶۷ تأسیس شد.
در انتخابات مجلس ۱۹۸۴ حزب ۲ کرسی دریافت کرد. در انتخابات مجلس ۱۹۹۰ حزب ۲ کرسی دریافت کرد.
حزب Avance را منتشر می‌کند.